# Mancio Serra de Leguizamo
Mancio Serra de Leguizamo (Pinto, 1515 - Cuzco, 1589) fue un capitán español que acompañó a Francisco Pizarro en la Conquista del Imperio Incaico en la primera mitad del siglo XVI.

## Biografía
Mancio Serra de Leguizamo nació en Pinto en 1515, no se tienen datos de sus padres pero se sabe que nació en la casa solariega de la familia Serra de Leguizamo ubicada en la calle del marqués. Es por esto que siempre se lo menciona como un hidalgo de solar conocido.
Serra de Leguizamo llegó a América en 1529 bajo el mando del capitán español Juan Téllez. Su regimiento se unió al capitán Juan Panez para acompañar la conquista de Veragua en Centroamérica. La campaña resultó desastrosa para las fuerzas españolas que no pudieron combatir el clima cálido de la selva húmeda, los soldados tomaron diferentes rumbos y Serra de Leguizamo decidió seguir a Diego de Almagro que reclutaba tropas para dirigirse a Sudamérica y apoyar la campaña de Francisco Pizarro.
Almagro embarcó a sus tropas desde Nicaragua en 1532 con rumbo a la recién fundada San Miguel (actual Piura) en Perú. Serra de Leguizamo llegó a este lugar en diciembre bajo el mando del capitán Juan Díaz y para marzo de 1533 el regimiento emprendió la marcha a Cajamarca. Es en este lugar que Serra de Leguizamo participó de la repartición del tesoro del Inca Atahualpa y se quedó con 2000 piezas de oro.
La campaña continuó hacia Cuzco y Serra de Leguizamo se puso a las órdenes del capitán Hernando de Soto, quien dirigió un grupo de 60 jinetes para adelantarse al grueso del ejército. Soto fue atacado por los indígenas en repetidas ocasiones pero logró amedrentarlos y continuar su camino, en estas escaramuzas es que el nombre de Serra de Leguizamo toma relevancia al ser de los más intrépidos guerreros. 
El grupo de Soto se detuvo frente al cerro de Vilcalonga donde fueron atacados por el ejército del general inca Quizquiz, la batalla empezó la tarde del 8 de noviembre de 1533 y duró hasta el día siguiente, Soto envió a Serra de Leguizamo a dar la noticia de la batalla al ejército de Almagro para que se una al combate, esto salvó a los españoles que lograron vencer a los indígenas. 
Serra de Leguizamo fue enviado por Almagro a dar encuentro al ejército de Pizarro para que pueda ayudarlos en el cruce del río Apurímac de manera que se reunieran todas las fuerzas para entrar finalmente en la ciudad de Cuzco el 15 de noviembre de 1533. La ciudad fue saqueada durante varios días el tesoro que se recaudó fue mucha mayor al de Cajamarca, Serra de Leguizamo recibió 8000 piezas de oro como botín y una lámina de oro con forma circular y tallada con la imagen del sol que se había extraído del templo de Coricancha. La noche que recibió su parte del botín, Serra de Leguizamo perdió este disco solar en un juego de cartas aquella noche, de ahí proviene la expresión "jugar el sol antes de que amanezca".
El Cuzco fue repartido entre 80 españoles que aceptaron residir en el lugar, entre ellos estaba Serra de Leguizamo y le fue entregada como propiedad una parte que pertenecía al palacio imperial de los incas frente a la plaza principal y también se le dio en propiedad el pueblo de Alca ubicado en el cañón de Cotahuasi. 
Para agosto de 1534, los vecinos españoles del Cuzco hicieron una formidable donación al rey Carlos I de España, juntaron 30.000 pesos de oro y 300.000 marcos de plata. Se considera la mayor donación realizada en toda la época colonial.  
Para 1535 Serra de Leguizamo ya era un propietario establecido, pero las fuerzas indígenas no estaban del todo derrotadas. Un grupo se rebeló en Ancocagua y se atrincheraron en su fortaleza, el indígena Paguara traicionó a sus compañeros e ingresó a la fortaleza con 4 españoles disfrazados de guerreros incas, uno de ellos era Serra de Leguizamo, lograron mantener la puerta de la fortaleza abierta el tiempo suficiente para que las tropas de Gonzalo Pizarro entraran y acabaran con los rebeldes. Serra de Leguizamo siguió a Pizarro en su campaña de pacificación de la región de Antisuyo y posteriormente regresó a Cuzco.
El general inca Vila Oma preparaba un gran ejército para tomar la ciudad del Cuzco y exterminar a los españoles de la región, Serra de Leguizamo y otros 10 españoles se internaron en el campamento indígena una noche y capturaron al general inca, lo entregaron al alcalde Francisco Beltrán de Castro y éste pidió un rescate que fue pagado por los indígenas con 200000 piezas de oro.
El 6 de mayo de 1536 las tropas de Manco Inca atacaron decididamente la ciudad del Cuzco, 190 españoles y varios miles de indígenas se refugiaron en dos edificios desde los cuales pudieron defender sus posiciones, el ejército del Inca logró tomar la fortaleza de Sacsayhuamán y ponía en grave peligro a las fuerzas conquistadoras. Los españoles atacaron en dos ocasiones la fortaleza, la primera al mando de Juan Pizarro que resultó infructuosa y la segunda al mando de Hernando Pizarro que logró conquistar esta posición y expulsar al ejército inca, en este segundo ataque Serra de Leguizamo perdió su caballo pero logró subir a lo alto de las murallas y blandió el estandarte de los conquistadores. Posteriormente se puso bajo el mando de Nicolás de Heredia y participó en la campaña de pacificación de Condesuyos. 
Cuando estalló la guerra civil entre Francisco Pizarro y Diego de Almagro en 1537, Serra de Leguizamo apoyó a Pizarro, lo que le costó la prisión cuando fue atrapado por tropas de Almagro y se mantuvo encerrado en la fortaleza del Cuzco hasta que fue liberado después de la batalla de Salinas.  
En 1539 Serra de Leguizamo participó en la campaña de Gonzalo Pizarro contra Manco Inca que se había refugiado en Vilcabamba. Durante la campaña Serra de Leguizamo logró capturar a la esposa del inca, Cora Ocllo, que fue salvajemente abusada y asesinada por Pizarro. 
Luego de la campaña, Serra de Leguizamo se estableció en Cuzco y no participó de ninguna expedición hasta que estalló la rebelión de Diego de Almagro el Mozo. Serra de Leguizamo fue llamado por Cristóbal Vaca de Castro, en el camino a su encuentro fue capturado por García de Alvarado pero logró escapar y volver a Cuzco.
En 1544 Gonzalo Pizarro entra en rebelión contra la corona, Serra de Leguizamo decidió no apoyarlo y abandona Cuzco, su vivienda es asaltada y saqueada por los partidarios de Pizarro, fue capturado por Alonso de Toro y torturado en la prisión. Finalmente logra escapar luego de la muerte de Toro y se une al ejército de Pedro de la Gasca. Luego de la derrota de Pizarro, La Gasca nombra a Serra de Leguizamo como capitán de la región de Condesuyos y le encarga pacificar la región.
Una nueva rebelión estalló al mando de Francisco Hernández Girón en 1553, Alonso de Alvarado reunió a sus tropas para derrotarlo y Serra de Leguizamo se une a él. La rebelión se dio cerca del pueblo de Alca, propiedad de Serra de Leguizamo, y cuando Alvarado fue derrotado en la batalla de Chuquinga el pueblo fue saqueado, se cree que Serra de Leguizamo perdió al menos 10.000 pesos de oro en esa ocasión. Derrotada la rebelión en octubre de 1554, Serra de Leguizamo regresó a Cuzco y no volvió a participar en ninguna campaña militar.
Serra de Leguizamo era conocido por su afición a los juegos de azar, principalmente a las cartas. Elegido por el cabildo como alcalde de Cuzco dejó los juegos para no manchar su reputación como autoridad.
En 1557 participó junto a su hijo Juan en las negociaciones con el inca Sayri Túpac para que se rindiera a cambio de recibir tierras y que se respetara su ascendencia real.
El 28 de enero de 1560 solicitó a la Real Audiencia de Lima que se le registren los años de servicio a la corona y de sus proezas militares, 20 testigos verificaron todo lo declarado. Este registro serviría a Serra de Leguizamo para pedir favores al rey en caso de que lo necesitase. Con el registro debidamente aprobado envió a la Audiencia de Madrid una solicitud para que se le reconozcan económicamente sus servicios al rey de España, pues nunca había recibido pago alguno. Jamás obtuvo respuesta a su solicitud.
Para 1772, Serra de Leguizamo ya era un hombre que aparentaba ser bastante mayor pero se animó a participar en la campaña contra Túpac Amaru I.

## Testamento y Descendencia
En 1589 Serra de Leguizamo se encontraba postrado en cama, terriblemente enfermo dictó su testamento al escribano Gerónimo Sánchez el 18 de septiembre. Se considera un documento importante pues antes de mencionar sus posesiones, Serra de Leguizamo hace un repaso de su vida y se muestra arrepentido de haber participado en la conquista y en la masacre de miles de indígenas mencionando:
"El intento que me mueve a hacer esta relación es por el descargo de mi consciencia y por hallarme culpado en ello"
En cuanto a la herencia que dejaba estaban varias casas con valor de 8000 pesos, las tierras del valle de Tumbembaque, una granja con cabras en Guanacaure. También tenía 5 tejos de oro valuados en 3000 pesos y una vajilla completa de plata. La propiedad principal de Alca no podía ser considerada dentro de la herencia porque debía heredarse por mayorazgo.
Serra de Leguizamo se unió a la princesa inca Beatriz Manco Cápac cuando ingresó a la ciudad del Cuzco, tuvieron un hijo.
- Juan, negoció la rendición de su primo Sayri Túpac y fue premiado con la propiedad del valle de Pasca. En el testamento de su padre se menciona que Juan había fallecido tiempo atrás y que tuvo dos hijos legítimos, Juan y Bernardina. Serra de Leguizamo indica que no puede dejarle nada a estos nietos y les recomienda pedir ayuda al rey de España.

Tuvo también una hija, de la cual no se conoce el nombre de la madre.
- Paula, en el testamento se menciona que vivía con su padre y éste le deja 2000 pesos como herencia.

Se casó con Lucía de Mazuelos, hija del conquistador Gómez de Mazuelos y tuvieron 7 hijos.
- Mancio, murió varios años antes de que se redacte el testamento, en éste se menciona que se casó contra la voluntad de su padre y que tuvo 3 hijos. La hija mayor, Lucía, era la heredera del pueblo de Alca por la ley de mayorazgo y su abuelo se lamentaba que fuese así pues la consideraba avariciosa y estaba seguro que no ayudaría a sus hermanos, tíos o primos. La segunda hija adoptó el apellido de su madre y fue conocida como María Saravia, heredó el mayorazgo cuando su hermana falleció sin dejar descendencia, se casó con Miguel Pérez Romero y tuvo una única hija llamada Lucía Romero de Saravia que se casó con el español Pablo Diez de Medina. Es a través de este matrimonio que se logró hacer un nuevo pedido a la corte de Madrid para conseguir el reconocimiento de los servicios del conquistador, en 1627 el rey Felipe IV de España recomienda a esta familia al Virrey del Perú. Diez de Medina fue nombrado Corregidor de Parinacochas y luego Corregidor de Larecaja, es allí donde empieza su fortuna y se establece esta familia en la ciudad de La Paz donde sus descendientes todavía habitan.
- María, ingresó al convento de Santa Clara. En el testamento indica que en su momento recibió joyas por el valor de 2000 pesos y 600 vacas que fueron entregadas al convento, por esta razón no recibió nada más como herencia.
- Jerónimo, se hizo fraile en el monasterio de Santo Domingo. Su padre menciona que le entregó gran cantidad de vacas y que no correspondía dejarle mayor herencia.
- Francisco, fue enviado a España por su padre en la década de 1560. Su padre menciona en su testamento que le entregó la cantidad de 10.000 pesos antes de partir y que por eso ya no le dejaba otra herencia.
- Petronila, para 1589 todavía vivía con su padre y no estaba casada. Recibió una tercera parte de la herencia y se le entregó a la esclava Felipa, que debía servirle un año y luego recibir su libertad.
- Pablo, fue nombrado albacea de su padre junto a fray Antonio Pacheco. Recibió una tercera parte de la herencia.
- Miguel, fue el menor de los hermanos y también recibió una tercera parte de la herencia.

Mancio Serra de Leguizamo murió en octubre de 1589, su cuerpo fue vestido con el hábito de San Agustín y enterrado en este convento, en la cofradía de San Nicolás y Santa Lucía. Dejó pagadas muchas misas para se rezara por la salvación de su alma y liberó a los indígenas de Alca de pagar tributos por el lapso de 6 meses.